# 跪地求水事件
跪地求水事件又稱灵武林场水源事件，是指2008年起发生在宁夏银川市灵武市马家滩镇西南方6公里处的林场及其他林场相关的水源问题，主要为国家能源集团宁夏煤业公司双马一矿与孙国友的供水纠纷。2023年3月27日，一部孙国友跪地求水的影片，引发了舆论争议。

## 背景
- 中国西北的毛乌素沙地面临生态恢复和土地退化问题，需要人工科学的种植管理植被以使生态成功的恢复[2]。
- 灵武市的采矿企业神华宁煤的需求耗水量大，涉事煤矿主体公司国家能源集团宁夏煤业有限责任公司由神华宁煤集团改名而来。是一间大型中央企业[3]。注册资本211.1亿元，国家能源投资集团有限责任公司持有国能宁煤51%的股权。宁夏国有资本运营集团公司占49%。2022年年底，资产总额1408亿元。[4][5]
- 国家能源集团是2017年中国国电集团公司和神华集团有限责任公司联合重组而成的能源企业。2021年，国家能源集团资产总额18976亿元，营业总收入6908亿元，净利润618亿元，煤炭产量5.7亿吨。[6][7]。
- 灵武市常年降水量在200毫米以下[8][9]。

### 孙国友
孙国友1959年出生于四川省，为林场负责人。他利用当地水源种树，主要是种刺槐、梭梭树等耐旱的品种。2003年承包1.8万余亩荒沙滩，主要集中在灵武市西南方的沙地。根据马家滩镇政府文件《[2003]43号》，文件中对灵武马前滩镇沙窝井向东一、二队一万亩荒沙地进行发包。

## 2008年-2022年
双方的矛盾可以上溯到2008年，神华宁煤集团筹建双马煤矿项目时。当时煤矿需占用马家滩村的一部分土地，其中就包括了一部分孙国友承包的荒沙地。此时双方就已产生矛盾。
2009年3月到6月，双马煤矿部分项目建设。
2011年6月21日，神华宁煤双马煤矿筹建处与孙国友签订了《供水协议》。《协议》规定，孙国友林场承包期期间，筹建处应为孙国友的林场提供绿化用水。
2012年12月24日，宁夏森林资源司法鉴定中心作出鉴定，双马煤矿非法占用孙国友治沙林计1817亩，其中林地1443.5亩。此外，水源也遭到污染。此事于2014年4月12日由央视新闻报道，是一篇长篇报道《宁夏神华宁煤双马煤矿排污 千亩沙林被毁》的。当天，新闻直播间也播出了题为“宁夏灵武大型煤矿排污毁林：未批先建非法开采 无视处罚”的节目。
2015年8月4日，宁夏煤矿安全监察局答复孙国友，表示該機構未向神华宁煤集团双马煤矿颁发安全生产许可证，神华宁夏煤业集团双马煤矿存在违法占地、未批先建等情况。
2018年1月19日裁决的案号为2017年宁民终155号的《神华宁夏煤业集团有限责任公司与孙国友财产损害赔偿纠纷二审民事判决书》显示，神华宁夏煤业集团有限责任公司因违法占用林地1800亩判赔偿孙国友经济损失727.54万元。判决书显示，神华宁煤双马煤矿项目存在未批先建的情况，且未取得勘察许可证及采矿许可证，未获得国家发改委核准，未建好污水处理站时就进行排污、未经依法批准就占用土地建厂房、无开采许可情况下不但采煤还在卖煤等情况。。
2018年3月，灵武市水务局对涉事煤矿主体公司“神华宁夏煤业集团双马煤矿”因建矿没有取水许可证而罚款8万。（处罚决定日期为2021年9月18日）
2021年，因侵权责任纠纷、建设工程施工合同纠纷，双马煤矿被三度告上法庭。

## 2023年

#### 3月27日
煤矿曾承诺于该日向林场供水，但未能兑现，导致孙国友情绪崩溃跪地。跪地場景被拍成一段视频並在互聯網上传播，引发了巨大的舆论争议。孙国友表示当地煤矿破坏了林场水源，10年以来未解决缺水问题。

#### 3月29日
寧夏当地水务公司称，污水处理达标，但是水的盐分过高，不利于浇树。
孙国友表示双方有协议承诺供水，当时毁坏的水源水质达标，不达标的问题应该由煤矿方处理。凌晨1时多，孙国友的女儿孙悦求助媒体持续关注。上午10时多，灵武市政府人员到达现场并且组织各方协调处理。下午1时许，双马一矿回应称，目前正与孙国友就供水事宜进行协商，相关问题正在核查。
宁夏煤业双马一矿回应“林地供水问题”称，目前正与孙国友进行协商，相关问题正在核查

#### 3月30日
上午
神华集团称，双马煤矿不在中国神华产权下面，神华与宁夏煤业并无直接关联，仅大股东同为国家能源投资集团有限责任公司。
孙悦向时代周报记者提供的2003年水质检测报告显示，此水可作为生活引用和灌溉用水。孙悦称，检测的水为孙国友取自林场水源地。关于如何处理水中含盐量高的问题，孙悦转述双马煤矿方的表述，称技术上是可以实现的，但面临较高的费用。处理盐分需要加装设备，成本约为8元/立方米。孙国友林场灌溉每天需要5000立方米的水，加上目前是特殊的时节，需水量会大一些。按此计算，每天处理费用大约是4万元。
下午
孙国友被质疑种树目的非公益，其妻子回应，“种的树包括丝棉木、国槐等乔木，都是用于防风固沙的，没有经济价值”。孙国友与双马煤矿二次协商结束，暂未取得结果。
晚上
6时24分，孙国友女婿称，矿方赔款727万已用于种树，供水问题仍未解决，暂靠每天买水救急。。
22时31分，灵武市委、市政府发文称对近期栽种的890棵丝棉木已安排水车进行浇灌；对尚未栽种的1000余棵丝棉木，采取了有效保护措施，由自然资源部门和马家滩镇组织专业技术人员，对目前尚未栽植的沙柳橛子（沙柳树枝）采取了技术保护措施。努力避免供水纠纷处置期间因缺水导致苗木死亡的情况。灵武市政府会还认真履行监管职责，防止出现污染环境等次生问题。

#### 3月31日
孙国友女婿曹宇表示，当天下午3时，孙国友“被叫过去”会谈，与会者包括“当地政府和煤矿方面的领导，以及马家滩人大代表，还有媒体记者在场拍照”，惟期间“完全不谈解决水源的事”，反而不停盘问孙国友“以前植树治沙的经历，包括他之前的手续是否合程序等”。接近2小时会谈，就供水一事完全没有结论。。

#### 4月2日
国家能源集团宁夏煤业有限责任公司双马一矿发布与孙国友协商进展情况。該公司提到2023年3月29日，该矿主动联系孙国友协商供水事宜，孙国友来到该矿提出三点诉求：一是双马矿尽快给他提供生活和绿化用水；二是双马矿的工程项目优先由他承揽；三是双马矿占用他的土地要进行赔偿。双方就以上三个问题进行要进行赔偿了初步协商，未达成一致意见。3月30日，该矿继续主动联系孙国友进行协商。孙国友提出主要商量绿化用水如何解决，但其提出的供水需求违背水资源管理相关规定，双方未达成一致意见。3月31日，该矿再次联系孙国友进行协商，但没有联系到本人。该矿将继续联系孙国友，在依法合规前提下协商解决用水事宜。

## 质疑和观点

#### 煤灰
一份新京报的报道称林场承包地的底下埋有煤灰，但是煤灰无法处理，可能是电厂制造的污染，也可能是孙国友所埋，但是孙国友本身和矿场关系不好，不知道从哪里获得煤灰，部分村民质疑种树成果，孙国友对质疑表示问心无愧。

#### 种植
部分媒体质疑孙国友所种植的植被，认为种植方式存在错误。

#### 生态问题
灵武相关的气候和水源条件在种植相关植被的时候有争议，不当种植会造成环境污染等次生问题。
因中国西北干旱-半干旱地区水资源的限制，简单的植树造林工程无法实现预期的效果，可能还会造成相反的效果。
中国煤炭开采规模巨大，且煤炭资源的主体，分布在干旱缺水的北方地区，行业需要重大改进以在开采的同时保护水资源。

## 各方反应
灵武市相关机构于3月30日对相关树木采取保护措施。
孙悦在抖音上注册了账号“沙洲木兰（孙国友植树）”，主要讲述随父母在荒漠的治沙经历，目前已有240万粉丝，3,000多万个赞。

## 媒体观点

### 央广网
煤矿破坏万亩林场水源，导致万亩沙林被毁，这是否属实？林场主称当地一煤矿未兑现27日为林场供水的承诺，是否确有此事？水务公司称“污水处理系达标，但是水的盐分过高不利于浇树”，这一说法是否可靠？这些问题都亟须一个答案。当地必须尽快用客观公正的调查还原真相，给林场主一个交代，给万亩林场一个交代，也给公众一个交代。

### 中国新闻网
网络舆论众说纷纭，“缺水”的舆论场需要真相甘霖。网络信息越杂乱、事态越紧急，就越需要当地相关部门及时调查清楚真相，还原事件的来龙去脉。当务之急是先保证树木的存活，是给舆论一个有公信力的真相，不要让各种传言，甚至谣言之火越烧越旺。

### 新京报
所有这些，都需要当地依法加快调查进度，以公开透明的程序消除公众的疑虑和猜忌。当然，由于当前事实真相还不明朗，调查还在进行，我们也应该保持客观理性姿态，不脑补，不搞“阴谋论”，让最终的调查结果说话。当前，各方已高度关注此事，期待涉事相关方能以实际行动来阐明这样的态度——在生态环境上算大账、算长远账。也希望此事能尽快解决，毕竟万亩林木等不起。